# Laurance Rockefeller
Laurance Spelman Rockefeller (Nueva York, 26 de mayo de 1910 - Nueva York, 1 de julio de 2004) fue un inversionista de riesgo, financista, filántropo, conservacionista y miembro de la tercera generación de la familia Rockefeller. Fue el cuarto hijo de John D. Rockefeller Jr. y hermano de John D. III, Nelson, Winthrop y David.

## Síntesis biográfica
Rockefeller nació en Nueva York y se graduó en la Universidad de Princeton en 1932. Luego asistió a la Escuela de leyes de Harvard por dos años hasta llegar a la conclusión que no sería un abogado.
Contrajo matrimonio con Mary French en 1934. La amistad entre la madre francesa de Mary, Mary Montague French y la madre de Laurence permitieron una infancia compartida. Cuando Nelson Rockefeller asistió al Dartmouth College, compartió una habitación con el hermano de Mary. Mary era nieta de Frederick H. Billings, presidente del Northern Pacific Railway.
Laurence y Mary tuvieron cuatro hijos: Laura R. Chasin, Marion R. Weber, Dr. Lucy R. Waletzky, y Larry Rockefeller. En 2004 tenían ocho nietos y doce bisnietos. Mary French falleció en 1997.

## Intereses
En 1937 heredó el puesto de su abuelo en la Bolsa de Nueva York. Se desempeñó como administrador de la Fundación hermanos Rockefeller durante cuarenta y dos años, desde su creación en 1940 hasta 1982: durante ese tiempo actuó también como presidente (1958-1968). También actuó como administrador del Fondo Familia Rockefeller.
Fue una figura de liderazgo en el campo pionero de los capitales de riesgo, que inició como una asociación con sus cinco hermanos y única hermana, Babs, en 1946. En 1969 la firma se convirtió en Venrock (contracción de venture y Rockefeller), que proveyó importantes inversiones iniciales para Intel y Apple Computer, entre otras empresas de naciente tecnología en aquel momento, incluyendo otras involucradas en el campo de la salud. Con los años sus inversiones abarcaron también el campo del aeroespacio, electrónica, física de alta temperatura, materiales compuestos, óptica, láser, procesamiento de datos, y energía atómica.
Venrock es una compañía limitada de patrocinio de inversiones financiada por miembros de la familia Rockefeller y un grupo de instituciones con quien la familia ha mantenido una larga relación filantrópica, entre ellas el Museo de Arte Moderno, la Universidad Rockefeller y el Memorial Sloan-Kettering Cancer Center.
El mayor interés de Laurance fue sin duda la aviación: luego de la guerra se hizo amigo del capitán Eddie Rickenbacker, triunfador de varias batallas aéreas sobre Europa.Rockefeller era autodidacta en la aviación y encontró que la experiencia de Rickenbacker daría la posibilidad de acercarse a un éxito comercial en aviación. Luego de una década de considerable inversión, Eastern Airlines se convirtió en una de las aerolíneas más rentables surgidas luego de la Segunda Guerra Mundial. También fundó la compañía contratista de posguerra más importante en relación con la aviación y la defensa, McDonnell Aircraft.
Laurance fue durante largo tiempo amigo y asociado de DeWitt Wallace, el cofundador de Reader's Digest en 1922, quien designó a Rockefeller como uno de los directores externos de la empresa, con el objetivo de preservar «la patriótica misión de educar e informar al público», sumado a su ferviente apoyo de los parques nacionales, otro de los intereses de Rockefeller.